# Droit des professionnels
Au Québec, le droit des professionnels est la branche du droit qui s'intéresse au contrôle et à la réglementation des actes et services rendus par des professionnels exerçant au sein de professions reconnues par la loi et constituées en ordres professionnels afin de protéger le public.
Le droit des professionnels est une matière enseignée à l'université, à l'École du Barreau et certains avocats ont développé une pratique spécialisée en droit des professionnels.
Il existe au Québec 46 ordres professionnels, dont certains régissent des professions d'exercice exclusif et d'autres des professions à titre réservé. Ces ordres sont réglementés par le Code des professions et par des lois constitutives d'ordre professionnel dans le cas des professions d'exercice exclusif (par ex. la Loi sur le Barreau et la Loi médicale).
En prenant pour exemple l'Ordre des traducteurs, chaque ordre professionnel a son propre Code de déontologie, son règlement de délivrance du permis d'exercice , ses normes d'équivalence de diplôme , son règlement sur les élections , son règlement sur la tenue des dossiers , son règlement sur l'exercice de la profession en société, son règlement sur l'inspection professionnelle , son règlement sur le comité de formation, son règlement sur l'assurance responsabilité professionnelle , son règlement sur la procédure de conciliation et d’arbitrage des comptes et son règlement sur les stages et les cours de perfectionnement .
Les ordres professionnels sont eux-mêmes regroupés au sein du Conseil interprofessionnel du Québec. Cet organisme coordonne les activités de réglementation entre les ordres professionnels.
Au sein du droit des professionnels, il existe une branche de droit connexe appelée droit disciplinaire qui s'intéresse plus particulièrement aux infractions déontologiques commise par des professionnels et aux litiges qui en résultent devant les conseils de discipline et les syndics des ordres professionnels. Ces litiges peuvent faire l'objet d'appels et de contrôles judiciaires devant le Tribunal des professions et la Cour supérieure du Québec, voire jusqu'au sommet de la hiérarchie des tribunaux comme dans l'arrêt Doré c. Barreau du Québec.
En outre, tous les membres des ordres professionnels ont en commun l'obligation de respecter le secret professionnel de leurs clients.